# Fritz Noack (Widerstandskämpfer)
Fritz Noack (* 14. September 1905 in Erfurt; † 1. August 1939 ebenda) war ein deutscher Widerstandskämpfer gegen den Nationalsozialismus und Mitglied der KPD.

## Leben
Noack wurde in einer Arbeiterfamilie geboren.
Er wurde 1920 Mitglied des Kommunistischen Jugendverband Deutschlands (KJVD) und trat 1923 der KPD bei. In der Zeit von 1927 bis 1930 war er überwiegend arbeitslos. Eine etwas längere Beschäftigung fand Noack schließlich bei der KPD-Zeitung Thüringer Volksblatt.
Unter dem Namen Theodor Wiessner besuchte er einen militärischen Lehrgang in der Sowjetunion. Anschließend war er in der KPD für die Aufklärung in der Reichswehr und im Polizeiapparat zuständig.
1930 heiratete er seine Frau Else, die er bei der politischen Arbeit kennengelernt hatte. Seine Kinder Gerda und Günter wurden 1933 und 1934 geboren.
Nach 1933 gehörte er einem Kreis von Widerstandskämpfern um Hermann Jahn an. Er lebte in der Illegalität, da er von der Polizei gesucht wurde. Am 25. Juli 1939 wurde er von der Gestapo verhaftet und am 1. August bei einem Verhör im Polizeigefängnis auf dem Petersberg erschlagen.

## Gedenkstätten und Ehrungen
- 1945 Benennung der Fritz-Noack-Straße in der Krämpfervorstadt
- 1946 Urnengedenkstein am Opfer-des-Faschismus-Ehrenmals I (von Max Brockert geschaffen)[3]
- 1988 Antifaschisten-Gedenktafel, Petersberg[4]
- 1977–1990 ehemalige Kinder- und Jugendsportschule "Fritz Noack", das heutige Pierre-de-Coubertin-Gymnasium
- 2012 wurde eine wiedergefundene Gedenktafel im Erfurter Jugendhaus "Fritzer" angebracht. Auch das Jugendhaus selbst ist nach Fritz Noack benannt.[5]